# أتسوشي كيتا
أتسوشي كيتا (باليابانية: 北篤؛ بالكانا: きた あつし) هو لاعب كرة قاعدة ياباني، ولد في 26 نوفمبر 1988 في كوماتسو في اليابان.

## روابط خارجية
- أتسوشي كيتا على موقع الدوري الياباني لكرة القاعدة (الإنجليزية)